# 本多康長
本多 康長（ほんだ やすなが）は、江戸時代前期の近江国膳所藩の世嗣。官位は従五位下・縫殿頭。

## 略歴
2代藩主・本多俊次の長男として誕生。母は立花宗茂の養女（小田部統房の娘）。
膳所藩嫡子として生まれ、寛永9年（1632年）徳川家光に拝謁。寛永17年（1640年）叙任するが、家督相続前の明暦4年（1658年）に早世した。享年42。
代わって弟・康将が嫡子となり3代藩主となったが、長男・康慶は康将の養子となってその後の藩主の座を継いでいる。

## 系譜
- 父：本多俊次（1595-1668）
- 母：立花宗茂養女 - 小田部統房の娘
- 正室：松平成重娘
- 生母不明の子女
  - 男子：本多康慶（1647-1718）
  - 女子：真光院 - 立花鑑虎正室
  - 女子：加藤明英正室